# Gudula Rosa
Gudula Rosa ist eine deutsche Blockflötistin und Musikpädagogin.

## Karriere
Gudula Rosa studierte an der Musikhochschule Detmold und an der Musikakademie Kassel bei Winfried Michel und als Stipendiatin am Sweelinck-Konservatorium in Amsterdam bei Walter van Hauwe, wobei sie sich auf Musik der japanischen Avantgarde spezialisierte. Seitdem intensive Zusammenarbeit mit Komponisten, Künstlern, Tänzern, Improvisatoren. 1996 gewann sie den Wettbewerb der European Recorder Teacher Association. Es folgten Konzertreisen nach Ecuador, Japan, China, in die Demokratische Republik Kongo, in die USA und in viele Länder Europas, sowie mit ihrem „Jungen Westfälischen Barockensemble“ nach Malaysia, Singapure und Brasilien. 2002 unternahm sie eine Konzerttournee durch Japan. 2004 nahm sie auf Einladung von Maki Ishii am Japanisch-Chinesischen Festival für Zeitgenössische Musik teil, wo sie Uraufführungen und chinesische Erstaufführungen von Werken Qin Wenchens, Gerald Eckerts, Jōji Yuasas, Makoto Shinoharas, Annette Schlünz’ und Chan Ming-chis spielte.
Im Jahr 2002 erschien ihre CD Double Talk – Contemporary Japanese Music (SFB) mit der Kotovirtuosin Makiko Gotō; 2007 veröffentlichte sie mit der Perkussionistin Haruka Fujii die CD Ko-Ku (Radio Bremen) mit Werken asiatischer Komponisten. Sie wirkte bei mehreren Barockopern mit: 2009 in Münster in Händels Oper Rinaldo (Solopart) unter Leitung von Michael Schneider, 2012 in Osnabrück in Telemanns Sieg der Schönheit (Michael Schneider) und 2015 in Telemanns Germanicus. An den Städtischen Bühnen Münster wurde sie außerdem für die Tanztheaterproduktion Cage (2010), die Mitwirkung in der Oper Die englische Katze und als Leiterin des Blockflötenensembles in den Kinderopern Noahs Flut von Benjamin Britten (2010) und Pollicino von Hans Werner Henze (2011) engagiert. Ausgewählt für das Projekt Stationen NRW tourte sie 2014 mit neun weiteren Musikern durch 10 Städte in Nordrhein-Westfalen und brachte u. a. Werke von Peter Gahn und Jörg-Peter Mittmann zur Uraufführung.

## Lehrtätigkeit
Rosa unterrichtet an der Westfälischen Schule für Musik in Münster und baute dort in Zusammenarbeit mit der Musikhochschule Münster eine Begabten-Akademie auf. Sie leitet das Junge Westfälische Barockorchester, das vier erste Preise beim Bundeswettbewerb Jugend musiziert gewann und Auszeichnungen der MELANTE Telemann Stiftung, der Manfred Vetter Stiftung für Kunst und Kultur sowie der Deutschen Stiftung Musikleben erhielt. Von 1998 bis 2004 lehrte Gudula Rosa Blockflöte und Fachdidaktik an der Folkwang Universität der Künste in Essen. Ab dem Wintersemester 2015/16 übernimmt sie im Rahmen eines neu eingerichteten Lehrauftrags die Blockflötenausbildung an der Musikhochschule Münster.